# Władysław Grodziński
Władysław Grodziński (ur. 9 września 1934 w Krakowie, zm. 8 listopada 1988 w Zabrzu) – biolog, profesor UJ.

## Życiorys
Był synem profesora Zygmunta Grodzińskiego i Natalii Natanson, wnukiem profesora Władysława Natansona. Ukończył II Liceum Ogólnokształcące im. Króla Jana III Sobieskiego w Krakowie. W 1951 rozpoczął studia biologiczne na Uniwersytecie Jagiellońskim. W latach studiów wędrował po Bieszczadach i jako pierwszy z przyrodników zaproponował w 1956 utworzenie Bieszczadzkiego Parku Narodowego, określając jego granice publikując artykuł Świat roślin i zwierząt w Bieszczadach polskich w piśmie „Wierchy”, (rok XXV wyd.1956). Jako specjalizację wybrał zoologię. Już w czasie studiów został pierwszym asystentem w nowo utworzonym Zakładzie Genetyki i Ewolucjonizmu UJ, kierowanym przez prof. Teodora Marchlewskiego, ówczesnego rektora UJ. W 1956 roku obronił pracę magisterską. Odbył staż naukowy w Moskwie i Chicago. W 1962 obronił doktorat, w 1971 roku uzyskał stopień doktora habilitowanego nauk przyrodniczych w zakresie ekologii i zoologii. W latach 1972–1981 był kierownikiem Zakładu Ekologii Zwierząt UJ, potem był zastępcą dyrektora Instytutu Zoologii (1974–1976). Od 1977 był profesorem nadzwyczajnym, w latach 1977–1984 kierował Zakładem Ekologii Zwierząt Instytutu Biologii Środowiskowej, potem w tym samym Instytucie Zakładem Ekologii Ekosystemów (od 1984) i Zakładem Biologii Wód PAN (od 1981). W 1983 został członkiem korespondentem Polskiej Akademii Nauk, a od 1981 był zastępcą przewodniczącego Komitetu Ekologii PAN.
Był promotorem 80 prac magisterskich, 12 doktoratów i opiekunem czterech przewodów habilitacyjnych, wielokrotnie był recenzentem, a od 1979 roku był członkiem Centralnej Komisji Kwaliﬁkacyjnej. Opublikował książkę “Sukcesja zespołów drobnych ssaków na narastającym zrębie i zsuwie górskim w Beskidzie Średnim”, liczne prace naukowe z zakresu biologii zwierząt. Wprowadził pomiary metabolizmu dobowego i pojęcie średniego metabolizmu, stworzył krakowską szkołę ekologiczną i bioenergetyczną, był członkiem zarządu Międzynarodowej Federacji Ekologicznej Intecol, wieloletnim przewodniczącym Rady Ochrony Środowiska przy prezydencie Krakowa, otrzymał liczne nagrody PAN, opracował ekspertyzy szkodliwego wpływu huty aluminium w Skawinie, organizował seminaria ekologiczne w Krakowie.
Przeszczep serca, wykonany 3 maja 1988 roku przez prof. Zbigniewa Religę na Władysławie Grodzińskim, był jednym z pierwszych wykonanych w polskiej klinice. Operacja się udała, jednak po kilku miesiącach nastąpiła reakcja odrzutu przeszczepu, która doprowadziła do śmierci profesora.
Żoną Władysława od 1957 była Krystyna Chronowska–Grodzińska biolog i profesor UJ. Mieli dwoje dzieci, syna Piotra i córkę Małgorzatę Grodzińską–Jurczak. W 1978 odznaczony Krzyżem Kawalerskim Orderu Odrodzenia Polski. Został pochowany na cmentarzu wojskowym przy ul. Prandoty w Krakowie (pas 103, grób 17).

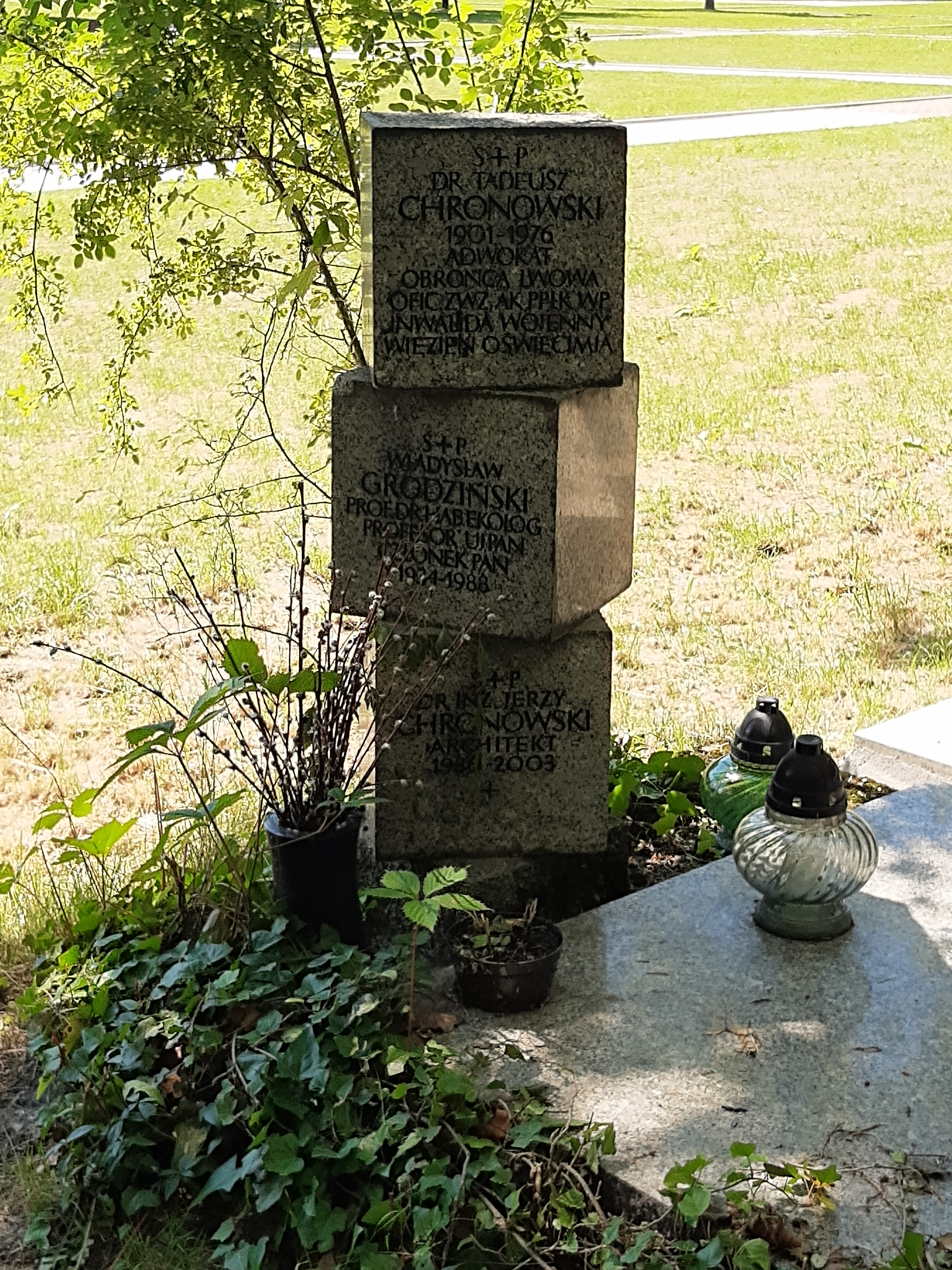
Grób prof. Władysława Grodzińskiego na cmentarzu wojskowym przy ul. Prandoty